# معاملة المثليين في كوريا الشمالية
يواجه الأشخاص من المثليين والمثليات ومزدوجي التوجه الجنسي والمتحولين جنسياً (اختصاراً: مجتمع الميم) في كوريا الشمالية تحديات قانونية واجتماعية لا يواجهها غيرهم من المغايرين جنسيا. المثلية الجنسية وكون الشخص متحولا جنسيًا قانوني بحكم القانون في كوريا الشمالية، ولكنه غير قانوني من خلال قوانين الحشمة والفحش.

## القوانين الجنائية
لا تتم معالجة قضايا المثلية الجنسية والمتحولين جنسياً بشكل رسمي في قانون العقوبات. تُفرض العقوبات الجنائية أحيانًا على المثلية الجنسية أو التعبير الجنسي غير المطابق الذي يُعتبر «ضد نمط الحياة الاشتراكية». رغم أن العقوبة كانت نادرة، فقد ذكرت صحيفة كوريا تايمز أن كوريا الشمالية قد أعدمت الشركاء المثليين بموجب هذا القانون.
قد تحتوي مراجعات 2009 من قانون العقوبات الوطني على أحكام يمكن أن تُستخدم ضد مجتمع الميم بطريقة تمييزية، اعتمادًا على التفسير.
تحظر المادة 193 إنشاء أو توزيع أو حيازة ثقافة «منحطة»، حيث تحظر المادة 194 وسائل الإعلام الجنسية صراحة وكذلك المشاركة في السلوك «المنحط».
تحظر المادة 262 على الرجال والنساء المشاركة في أعمال «فاحشة».

## القانون الدستوري
لايتناول التنقيح الأخير في عام 2012 و2013 و2016 و2019 لدستور كوريا الشمالية صراحة التمييز على أساس التوجه الجنسي أو هوية النوع. يضمن الدستور على نطاق واسع للمواطنين العديد من الحقوق المدنية والثقافية والاقتصادية والسياسية، بما في ذلك «التمتع بحقوق متساوية في جميع مجالات الدولة والأنشطة العامة».

## سياسة الأسرة
منذ عقد 1990، يقال ان الحكومة الكورية الشمالية على استعداد ل«غض الطرف» فيما يتعلق بممارسة الجنس قبل الزواج والخيانة الزوجية، على الرغم من أن هذه الدرجة من الليبرالية الاجتماعية لا يبدو أن تنطبق على الأشخاص من مجتمع الميم.

## وسائل الإعلام والرقابة
لا يُسمح بالتصوير الإيجابي للأشخاص من مجتمع الميم أو تأييد حقوق المثليين. ذكرت خدمة محطة صوت أمريكا في كوريا أن أي نقاش عام حول المثلية الجنسية يعد من التابوهات، إن لم يكن غير قانوني.

## الخدمة العسكرية
يفرض القانون العسكري العزوبية خلال السنوات العشر الأولى من الخدمة لجميع المجندين. وبحسب ما ورد، يخالف الجنود الذكور هذه القاعدة بانتظام، من خلال الانخراط في العلاقات الجنسية المثلية والمغايرة عرضية؛ تم وصف هذه العلاقات الجنسية المثلية على أنها سلوك جنسي ظرفي وليس توجها جنسيًا.

## السياسة والدعاية
عارضت كوريا الشمالية إعلان الأمم المتحدة بشأن التوجه الجنسية والهوية الجندرية، الذي دعا إلى تجريم إلغاء تجريم المثلية الجنسية في جميع أنحاء العالم، واستبعاد الميول الجنسية كأسباب تمييزية للتنفيذ. تبقى أسبابها المحددة غير واضحة.
إن الدعاية الكورية الشمالية، مثلها مثل وسائل الإعلام التي تسيطر عليها الدولة تقريبًا، تصور دائمًا المثلية الجنسية كخاصية للأخلاق الغربية (وخاصة الأمريكية). في القصة القصيرة «العاصفة الثلجية في بيونغ يانغ» (المنشورة عام 2000)، يطالب طاقم السفينة يو إس إس بويبلو بأسرهم من كوريا الشمالية للسماح لهم بممارسة الجنس المثلي.
في عام 2014، بعد أن نشر مجلس حقوق الإنسان التابع للأمم المتحدة تقريراً عن حقوق الإنسان في كوريا الشمالية ينصح فيه بالإحالة إلى المحكمة الجنائية الدولية، استجابت وكالة الأنباء المركزية الكورية الرسمية بمقال تضمن إهانات لمثليي الجنس ضد مؤلف التقرير مايكل كيربي، وهو رجل مثلي الجنس. جاء في مقال وكالة الأنباء المركزية الكورية أن زواج المثليين «لا يمكن العثور عليه أبدًا في كوريا الديمقراطية المتفاخرة بالعقلية السليمة والأخلاق الحميدة، وأصبحت المثلية الجنسية هدفًا للنقد العلني حتى في الدول الغربية أيضًا. في الحقيقة، إنه أمر سخيف هذا المثلي [ كذا ] لرعاية التعامل مع قضية الآخرين في مجال حقوق الإنسان».

## الثقافة
شهد المنشقون أن معظم الكوريين الشماليين لا يدركون وجود أي توجه جنسي بخلاف المغايرة الجنسية. معظم المثليين أدركوا فقط بعد انشقوا أن فكرة المثلية الجنسية موجودة.

## ملخص
| قانونية النشاط الجنسي المثلي                                                                  | / (لا توجد قوانين ضد المثلية الجنسية نفسها ولكن يمكن أن يعاقب عليها بموجب المادتين 193 و 262 من قوانين الحشمة والفحش، العقوبة: غير معروفة) |
| المساواة في السن القانوني للنشاط الجنسي                                                       | / |
| قوانين مكافحة التمييز في التوظيف                                                              | No |
| قوانين مكافحة التمييز في توفير السلع والخدمات                                                 | No |
| قوانين مكافحة التمييز في جميع المجالات الأخرى (تتضمن التمييز غير المباشر، خطاب الكراهية)      | No |
| قوانين مكافحة أشكال التمييز المعنية بالهوية الجندرية                                          | No |
| زواج المثليين                                                                                 | No |
| الاعتراف القانوني بالعلاقات المثلية                                                           | No |
| تبني أحد الشريكين للطفل البيولوجي للشريك الآخر                                                | No |
| التبني المشترك للأزواج المثليين                                                               | No |
| يسمح للمثليين والمثليات ومزدوجي التوجه الجنسي والمتحولين جنسيا بالخدمة علناً في القوات المسلحة | (يُسمح لهم بالخدمة إذا ظل النشاط الجنسي خاصًا وبعد 10 سنوات من العزوبية)                                                                     |
| الحق بتغيير الجنس القانوني                                                                    | No |
| علاج التحويل محظور على القاصرين                                                               | No |
| الحصول على أطفال أنابيب للمثليات                                                              | No |
| الأمومة التلقائية للطفل بعد الولادة                                                           | No |
| تأجير الأرحام التجاري للأزواج المثليين من الذكور                                              | (غير قانوني للأزواج المغايرين كذلك) |
| السماح للرجال الذين مارسوا الجنس الشرجي التبرع بالدم                                          | No |